# 松尾志織
松尾 志織（まつお しおり、現姓：佐々木、1969年8月16日 - ）は、元青森放送アナウンサー。青森県弘前市出身。東京育ち。青森県立弘前高等学校卒業。弘前大学人文学部卒業。1994年度青森放送入社（同期に古池雄）。

## 主な担当番組
- RABニュースレーダー（天気→サブキャスター）
- みんなの健康
- おはようワイドあおもり
- あなたとRAB

| スタブアイコン | サブスタブ | この項目は、まだ閲覧者の調べものの参照としては役立たない、アナウンサーに関連した書きかけの項目です。この項目を加筆・訂正などしてくださる協力者を求めています（PJ:アナウンサー）。 |